# 埃爾達拉 (伊利諾伊州)
埃爾達拉（英語：El Dara）是位於美國伊利諾伊州派克縣的一個村落。

## 地理
埃爾達拉的坐標為39°37′20″N 90°59′33″W / 39.62222°N 90.99250°W，而該地最高點為海拔高度226米（即741英尺）。

## 人口
根據2010年美國人口普查的數據，埃爾達拉的面積為2.50平方千米，當中陸地面積為2.50平方千米，而水域面積為0.00平方千米。當地共有人口78人，而人口密度為每平方千米31人。